# Elias Galli
Elias Galli (auch Gallis oder Galle) (* 1650 in Hamburg; † 1712 oder 1714 ebenda) war ein deutscher Maler, der vor allem durch Porträts und Hamburger Stadtveduten bekannt wurde.

## Herkunft
Von Ostern 1648 an arbeitete der (mögliche) Vater von Elias Galli als Küster in der Kirche von St. Georg, er verstarb am 11. August 1674. Das Dorf lag seinerzeit vor den Toren Hamburgs. Carl Georg Heise hält eine Verwandtschaft mit dem Hamburger Amtmaler Jürgen Hahn († 1648) für wahrscheinlicher und verweist auf die zu dieser Zeit übliche Latinisierung (lateinisch Gallus ‚Hahn‘, Galli = des Hahns [Sohn]) von Familiennamen. In der Fachliteratur wird vermutet, dass Galli vor seiner Bestellung zum Küster die Kirche mit biblischen Motiven ausgemalt hatte, indessen sind heute keine Arbeiten dieser Art für ihn belegbar. Von 1650 bis 1670 lebte Galli in Hamburg.

## Schaffen

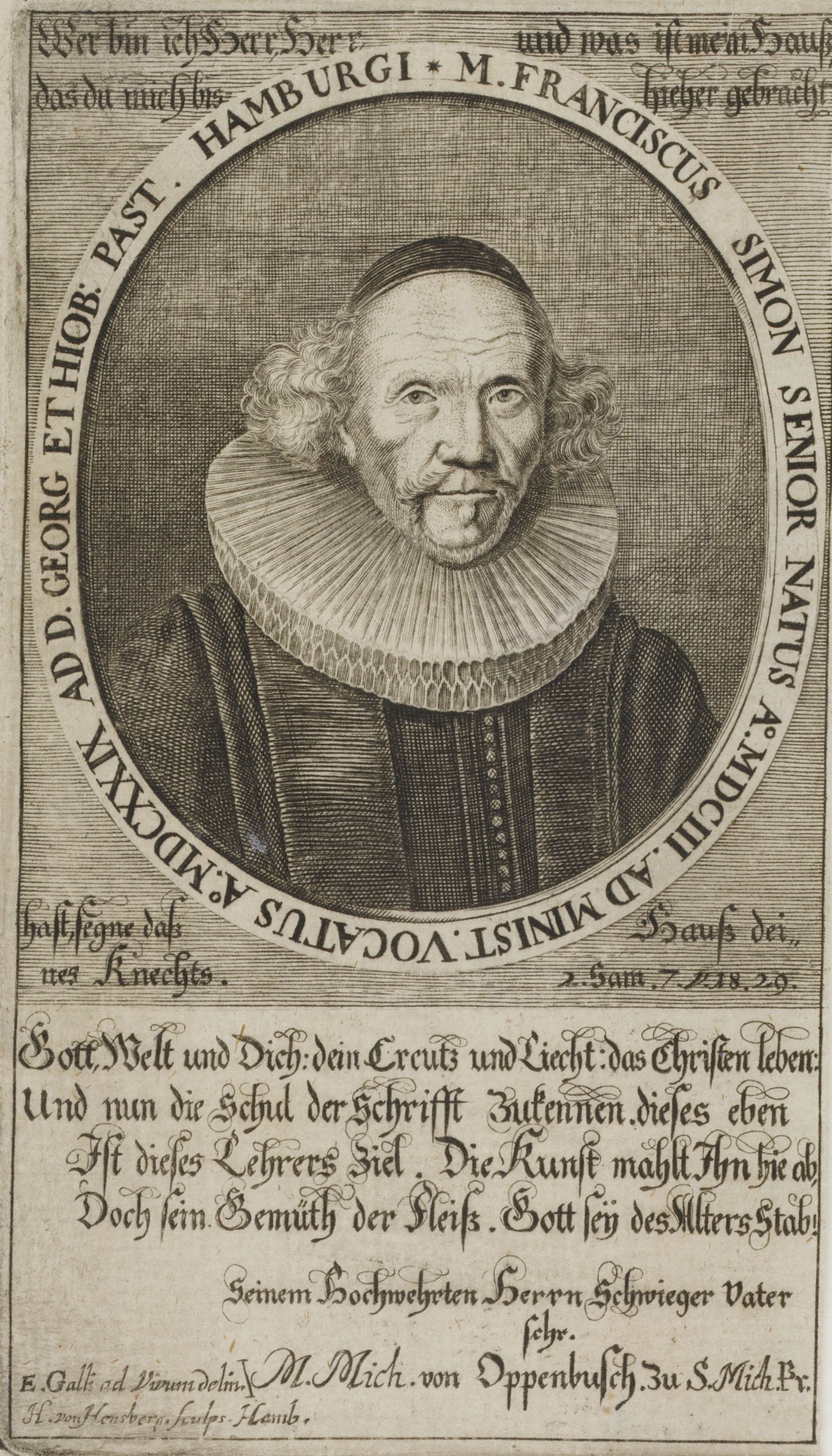
Franz Simon, Stich von Hieronymus von Hensbergen
nach Elias Galli

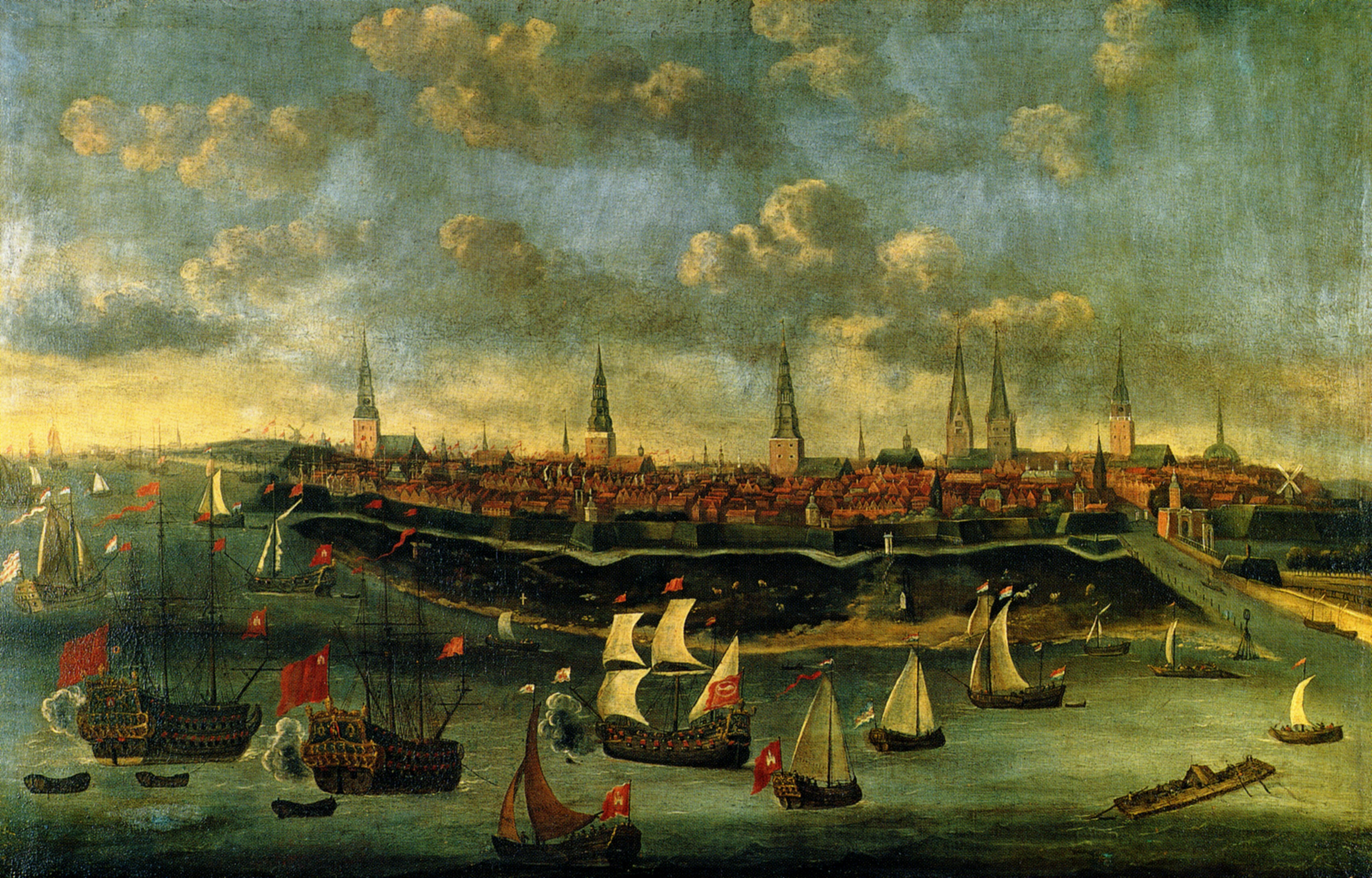
Stadtansicht Hamburg um 1680

Über die Ausbildung des 1650 geborenen Sohnes Elias Galli (dem Ältern in Abgrenzung von seinem Sohn) ist nichts bekannt. Seine Ganzfigurenbildnisse in halber Lebensgröße und seine Familienporträts waren jedoch begehrt. Er malte zudem Stillleben und lebendige, detailreiche Straßenlandschaften in der Art des niederländischen Künstlers Caspar Netscher.
1678 schuf er ein Gemälde zum Altar des Meisters Albrecht Mitte für die Grodener Kirche. Bekannt wurden seine Porträts, so das des Pastors Franz Simon der Ältere († 1679) in der Hl. Dreieinigkeits-Kirche. Ein weiteres Kirchengemälde schuf er 1705 für das Schloss vor Husum und signierte als Galli aus Hamburg, wohl um sich von seinem Sohn, dann bereits Hofmaler in Gottorf, abzusetzen. Dieses Bild wurde beim Abriss der Kirche nach Horsens verkauft und ist nicht erhalten.
Seine Werke werden heute in der Hamburger Kunsthalle, dem Museum für Hamburgische Geschichte und dem Museum der bildenden Künste  in Leipzig verwahrt.
Seine Biographie ist unklar und wegen der Namensgleichheit über die Generationen verwirrend; während Georg Kaspar Nagler ihn offensichtlich teilweise mit Pieter Gallis (1633–1697) verwechselt, die Darstellung im Lexikon Der neue Rump auch 2013 noch widersprüchlich ist, gingen Carl Georg Heise (1920) und Weilbach (vor 1994) von zwei Personen aus.

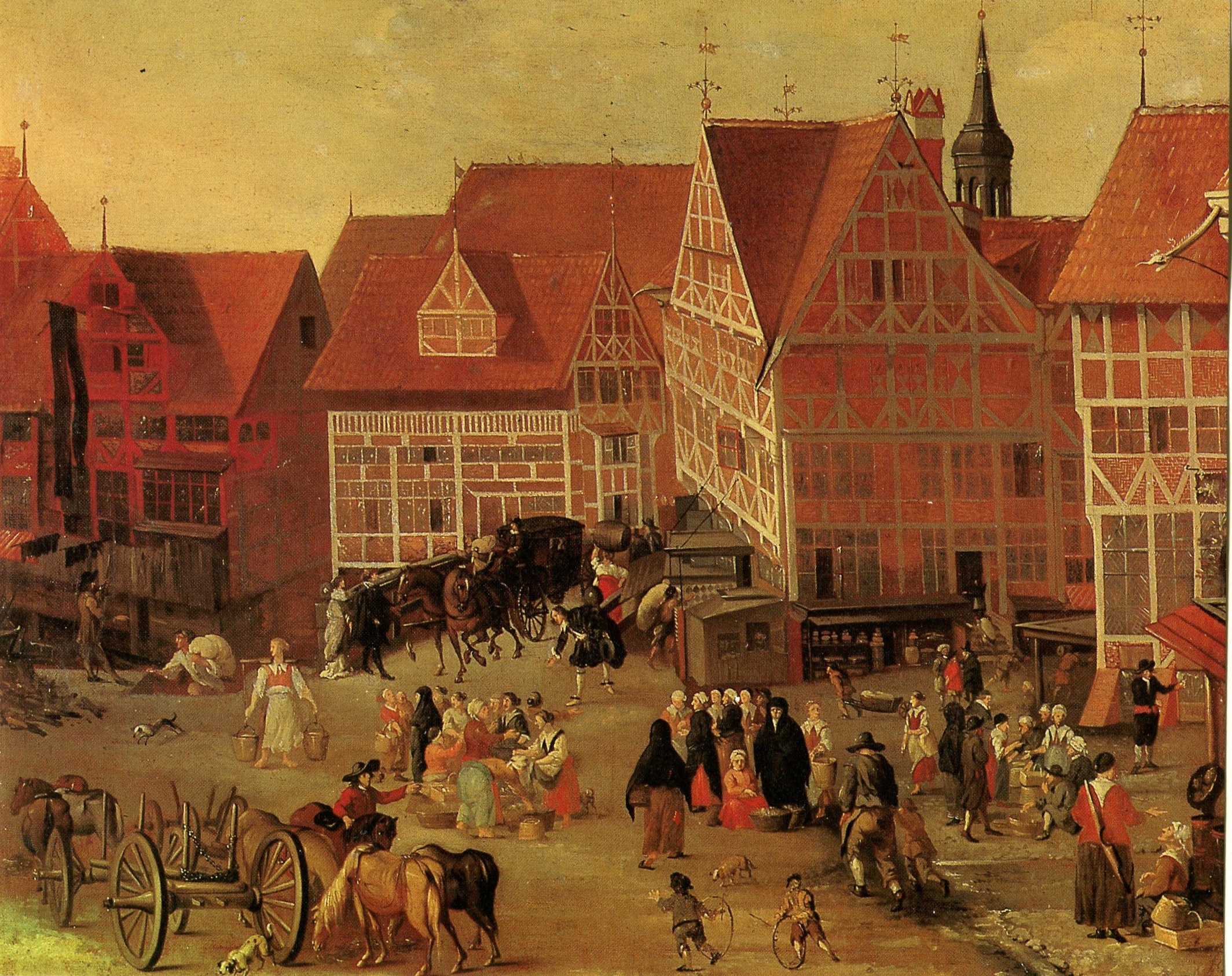
Der Meßberg, wohl von Elias Galli dem Älteren

Um Aufklärung bemühte sich der Kunsthistoriker Carl Schellenberg. Er kam zu dem Schluss, dass es sich bei Elias Galli um drei Personen einer Familie handelt. In kriminalistischer Manier suchte Schellenberg in zeitgenössischer Literatur nach Beschreibungen von Hamburger Bauten, Moden oder Ereignissen, um die Datierung und damit den Urheber von Galli-Kunstwerken genauer bestimmen zu können. Bei dem Gemälde Der Meßberg stieß er unter anderem auf eine heute verblichene Signatur Gallis. Danach ordnete er die Entstehung des Gemäldes in das Jahr 1682 ein – im Gegensatz zu der Datierung des Museums für Hamburgische Geschichte, das hier das Jahr 1663 annimmt.
Nach peniblem Vergleich von Stilmerkmalen der Gemälde befand Schellenberg, dass alle fünf Hamburger Stadtveduten von Elias Galli dem Älteren geschaffen worden waren.

## Elias Galli der Jüngere

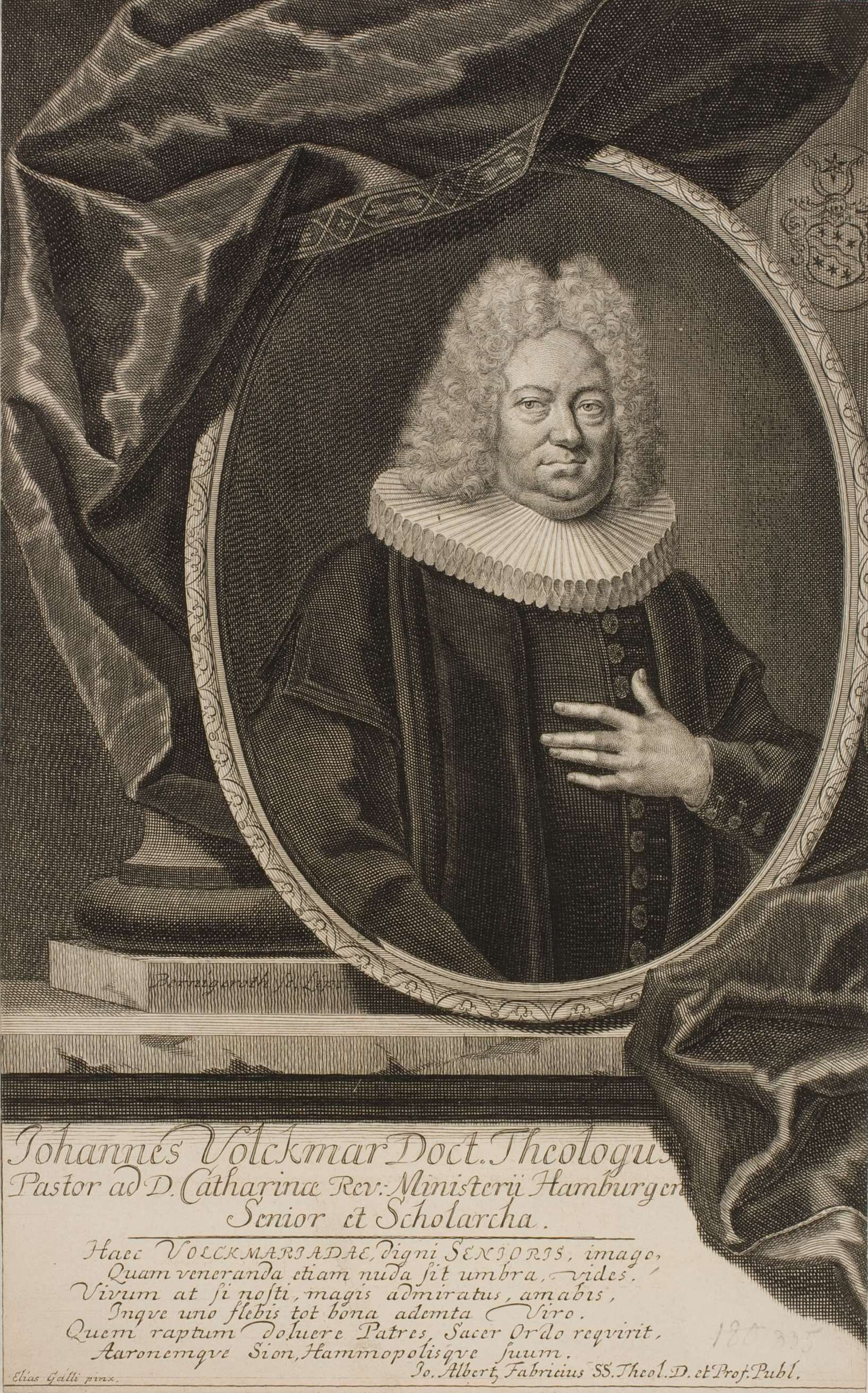
Johann Volckmar, nach einem Gemälde von Elias Galli, dem Jüngeren, von Martin Bernigeroth gestochen

Sein gleichnamiger Sohn Elias Galli (* 1676; † nach 1717, vielleicht 1721) wurde ab 1701 durch Hauserwerb und Kindstaufen in Schleswig nachgewiesen. Er wurde holsteinischer Hofmaler und wirkte am Schloss vor Husum und auf Schloss Gottorf. Von ihm stammt das Porträt
des Hauptpastors der Hamburger Katharinenkirche und Seniors des Geistlichen Ministeriums Johann Volckmar († 1715) als Teil des Epitaphs von 1715. Er ist 1717 in Amsterdam als herzoglich holsteinischer Kammermaler erwähnt.